# Рейес, Франсиско Хавьер
Франсиско Хавьер Рейес Акоста (исп. Francisco Javier Reyes Acosta; родился 7 февраля 1990 года в Ла-Сейба, Гондурас) — гондурасский футболист, вратарь клуба «Реал Сосьедад Токоа». Участник Олимпийских игр в Лондоне.

## Клубная карьера
Рейес начал карьеру в клубе «Олимпия» из Тегусигальпы. В 2009 году он попал в заявку основной команды на сезон. 9 сентября 2012 года в матче против «Реал Сосьедад Токоа» Франсиско дебютировал в чемпионате Гондураса. В 2013 году в поисках игровой практики он перешёл в «Викторию». Первый сезон Рейес провёл в запасе. 4 августа 2014 года в матче против «Платенсе» он дебютировал за новую команду.
Летом 2015 года Франсиско перешёл в «Реал Сосьедад Токоа». 2 августа в матче против «Виды» он дебютировал за новый клуб.

## Международная карьера
В 2007 году в составе юношеской сборной Гондураса Рейес принял участие в юношеском чемпионате мира в Южной Корее. В 2009 году он выступал  на молодёжном Чемпионате мира в Египте. На турнире он принял участие в матчах против команд ЮАР, ОАЭ и Венгрии.
Летом 2012 года Франсиско был включен в заявку олимпийской сборной Гондураса на поездку в Лондон на Олимпийские игры. На турнире он был запасным вратарём и на поле не вышел.